# Fumaria munbyi
Fumaria munbyi là một loài thực vật có hoa trong họ Anh túc. Loài này được Boiss. & Reut. mô tả khoa học đầu tiên năm 1852.